# 샌디에이고주머니생쥐
샌디에이고주머니생쥐(Chaetodipus fallax)는 주머니생쥐과에 속하는 설치류의 일종이다. 멕시코로 넘어가는 샌디에이고 근처의 바하칼리포르니아 남부 지역에서 발견된다.

## 특징
샌디에이고주머니생쥐는 멕시코로 넘어가는 샌디에이고 근처의 바하칼리포르니아 남부 지역에서 발견된다. 상당히 큰 설치류로 상체는 진한 갈색 털이 덮여 있고, 하체는 흰 털이 나 있다. 몸길이는 170~200mm, 몸무게는 약 17~22g이다. 샌디에이고주머니생쥐는 장관치와 추벽치 모두를 갖는 항온 온혈동물이다. 유사한 종으로 같은 서식지를 공유하는 캘리포니아주머니생쥐가 있다.